# Dikelokephaloidea
A Dikelokephaloidea a háromkaréjú ősrákok (Trilobita) osztályához és az Asaphida rendjéhez tartozó öregcsalád.

## Rendszerezés
Az öregcsaládba az alábbi családok tartoznak:
- Dikelocephalidae
- Eurekiidae
- Ptychaspididae
- Saukiidae